# Dicker Max
10.5 cm K18 auf Panzerselbstfahrlafette IVa (Dicker Max) – niemieckie prototypowe samobieżne działo przeciwpancerne zbudowane na podwoziu czołgu PzKpfw IV Ausf. E, uzbrojone w działo 10,5 cm K 18 L/52.

Szkic pojazdu

We wrześniu 1939 wyższe dowództwo Wehrmachtu zleciło firmie Krupp zaprojektowanie ciężkiego niszczyciela czołgów uzbrojonego w działo kalibru 105 mm lub 128 mm, który byłby w stanie zwalczać wrogie ciężko opancerzone pojazdy lub umocnienia. Pierwszy prototyp został przedstawiony Hitlerowi 31 marca 1941, po czym nakazał on dalsze rozwijanie projektu ciężkiego niszczyciela oraz rozkazał rozpoczęcie produkcji seryjnej Selbstfahrlafette 10.5 cm na wiosnę 1942. Plan ten został jednak szybko zaniechany na korzyść innych pojazdów.
Selbstfahrlafette 10.5 cm był uzbrojony w działo firmy Krupp 105 mm K 18 L/52 z ograniczonym obrotem w osi poziomej do 8° zamontowane w otwartej nadbudówce o opancerzeniu od 10 mm do 50 mm, na podwoziu czołgu PzKpfw IV Ausf A. Działo zostało rozwinięte przez firmy Krupp i Rheinmetall z działa polowego 105 mm sK 18 L/52, poprzez dodanie do niego hamulca wylotowego. Mogło ono przebić pancerz o grubości 111 mm i nachyleniu 30° z odległości 2000 m. Pojazd był również wyposażony w karabin maszynowy MG34 przewożony wewnątrz pojazdu, a napędzany był silnikiem Maybach HL 120 TRM.
Na początku oba wyprodukowane prototypy zostały przydzielone do Panzerjager Abteilung 521, wraz z którym miały wspierać atak na Gibraltar. Z rozpoczęciem operacji Barbarossa zostały wcielone w skład 3. Dywizji Pancernej, gdzie były testowane przez wojsko w trakcie działań bojowych.
Jeden egzemplarz został utracony w wyniku wybuchu amunicji na skutek pożaru, natomiast drugi w październiku 1941 został wycofany do fabryki producenta. Po dokonanych naprawach pojazd wrócił na front z powrotem do Panzerjager Abteilung 521, gdzie brał udział w operacji Fall Blau, biorąc udział w walkach na obrzeżach Stalingradu, gdzie pojazd został porzucony, a jego dalszy los jest nieznany.
Pojazdy te okazały się bardzo skuteczną bronią w starciach z radzieckimi ciężkimi czołgami typu KW.